# 자이쉬안
자이쉬안(중국어 정체자: 翟翾, 병음: Zhái Xuán, 한자음: 적현, Zeo Zhai, 8월 17일 ~ )은 대만의 고위 언론 매체 종사자이며, 본관은 허난성 멍저우시이다.